# Mörttjärnen (Högsjö socken, Ångermanland)
Mörttjärnen är en sjö i Härnösands kommun i Ångermanland och ingår i Ångermanälven-Gådeåns kustområde. Sjön har en area på 0,0513 kvadratkilometer och ligger 193,9 meter över havet.

## Delavrinningsområde
Mörttjärnen ingår i det delavrinningsområde (696494-159800) som SMHI kallar för Mynnar i 696551-159623. Medelhöjden är 207 meter över havet och ytan är 1,35 kvadratkilometer. Det finns ett avrinningsområde uppströms, och räknas det in blir den ackumulerade arean 2,04 kvadratkilometer. Vattendraget som avvattnar avrinningsområdet har biflödesordning 3, vilket innebär att vattnet flödar genom totalt 3 vattendrag innan det når havet efter 22 kilometer. Avrinningsområdet består mestadels av skog (96 procent). Avrinningsområdet har 0,05 kvadratkilometer vattenytor vilket ger det en sjöprocent på 3,8 procent.